# Epilessia fotosensibile

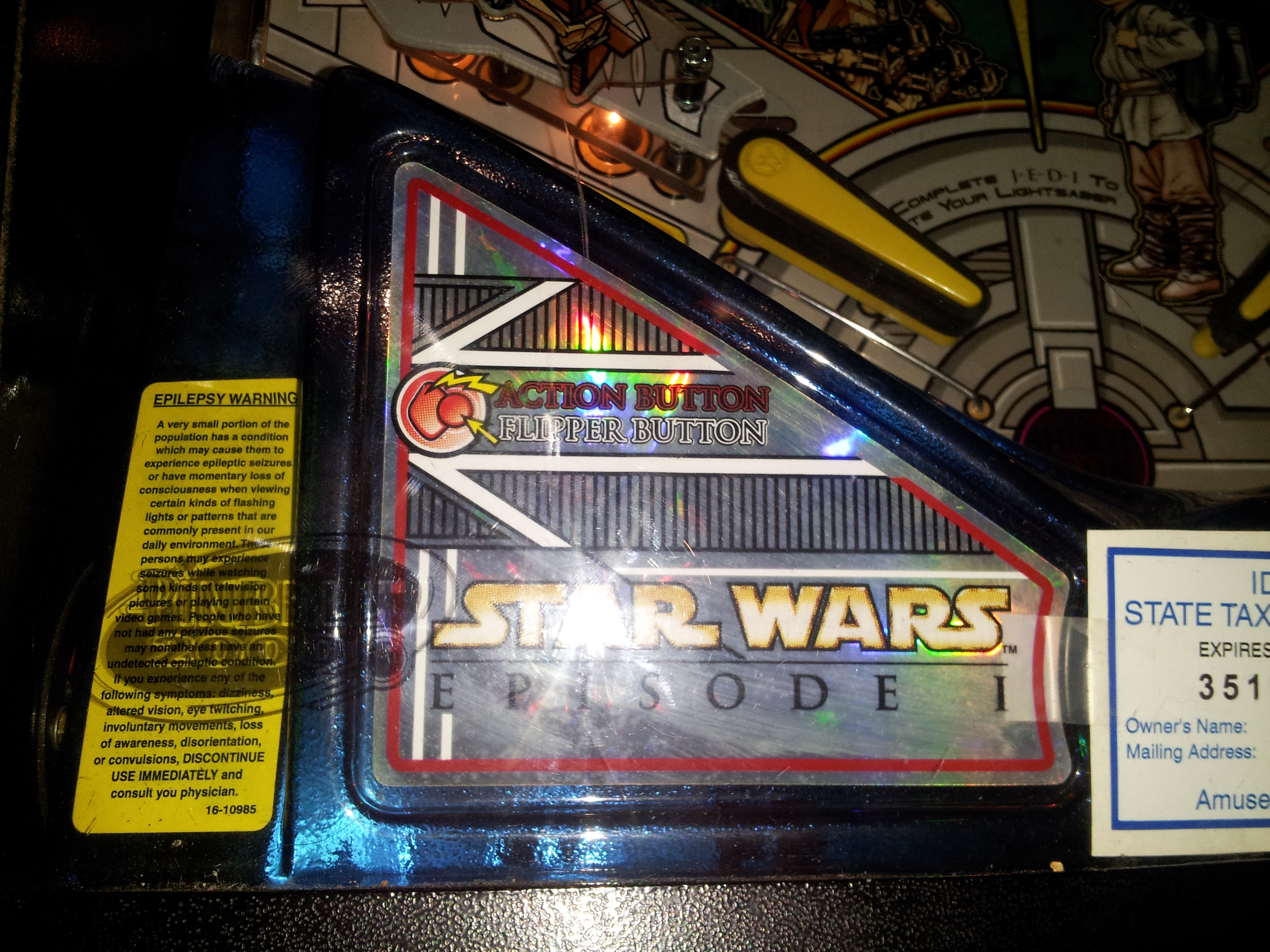
Etichetta di avviso per la salute su un flipper con effetti luminosi.

L'epilessia fotosensibile (PSE, Photosensitive epilepsy) è una forma di epilessia in cui le convulsioni sono provocate da stimoli visivi o di movimento particolarmente ripetitivi e regolari.

## Segni e sintomi
Le persone con epilessia fotosensibile sperimentano crisi epilettiformi a seguito dell'esposizione a determinati stimoli visivi. L'esatta natura dello stimolo o degli stimoli che scatena le convulsioni varia da un paziente all'altro, così come la natura e la gravità delle crisi che ne derivano (che vanno da brevi crisi di assenza a crisi tonico-cloniche). Molti soggetti affetti da epilessia fotosensibile provano "un'aura" o sentono strane sensazioni prima che si verifichi la crisi, sintomi che possono servire come avvertimento, portando a distogliere lo sguardo e/o allontanarsi dalla fonte epilettogena.
L'elemento scatenante visivo per un attacco ha generalmente natura ciclica, formando uno schema regolare nel tempo o nello spazio. Luci lampeggianti o immagini che cambiano rapidamente o alternate (come nelle discoteche, nei pressi dei veicoli di emergenza, nei film d'azione o nei programmi televisivi, ecc.) sono gli esempi più comuni di stimoli visivi che possono scatenare convulsioni. Elementi spaziali statici come strisce e quadrati possono innescare attacchi epilettici, anche se non si muovono. In alcuni casi l'elemento visivo deve essere ciclico sia nello spazio che nel tempo, ad esempio un determinato movimento di barre.
Diverse caratteristiche sono comuni negli elementi scatenanti di molti pazienti che soffrono di epilessia fotosensibile. Gli elementi scatenanti sono generalmente caratterizzati da forte contrasto di luminosità (stimoli luminosi che si alternano con l'oscurità o elementi con colori chiari su sfondi scuri). Sequenze con contrasti di singoli colori cromatici (senza cambiamenti di luminosità) provocano raramente, in maniera singola, episodi di epilessia fotosensibile. Alcuni pazienti sono più influenzati da determinati colori che da altri. L'esatta caratterizzazione di un pattern nel tempo o nello spazio è importante e produce risposta variabile da un individuo all'altro: ad esempio un paziente può manifestare crisi quando esposto a luci che lampeggiano con una determinata frequenza ma potrebbe non essere influenzato da luci che lampeggiano con altre frequenze. Gli stimoli che riempiono l'intero campo visivo hanno maggiori probabilità di causare crisi epilettiche rispetto a quelli che appaiono solo in una porzione del campo visivo. Gli stimoli percepiti con entrambi gli occhi sono in genere molto più propensi a causare convulsioni rispetto agli stimoli osservati con un solo occhio (motivo per cui la copertura di un occhio può consentire di ridurre o prevenire la crisi causata da uno stilmolo epilettogeno). Alcuni pazienti sono più sensibili con gli occhi chiusi, altri con gli occhi aperti.
La sensibilità è aumentata da elementi come consumo di alcol, privazione del sonno, malattie e altre forme di stress.

### Televisione
La televisione è tradizionalmente la fonte più comune di crisi convulsive per gli affetti da epilessia fotosensibile, in particolare in passato, quando i televisori utilizzavano unicamente la tecnologia a tubo catodico, in cui il continuo ridisegno dell'immagine da parte dei fasci elettronici causa un inevitabile sfarfallio, tanto più rilevante quanto peggiore è la qualità del segnale televisivo. Per le persone con PSE è particolarmente pericoloso vedere la televisione in stanze buie, a distanza ravvicinata o quando il televisore, per qualsiasi motivo, mostra un'immagine che contiene elementi lampeggianti e/o sfarfalla rapidamente. I moderni televisori sono causa di molti meno rischi per chi soffre di PSE in quanto sono realizzati con tecnologie a cristalli liquidi o al plasma, che non presentano il problema dell'aggiornamento dell'immagine e quando il segnale è di cattiva qualità non continuano a mostrare immagini scadenti come gli apparecchi più vecchi ma interrompono totalmente la visione.
Alcune persone con epilessia fotosensibile, in particolare i bambini e coloro che soffrono anche di disabilità cognitiva, possono mostrare un fascino incontrollabile per le immagini televisive che scatenano convulsioni, al punto che potrebbe essere necessario tenerli fisicamente lontani dai televisori.
Numerose emittenti televisive e studi televisivi britannici, al giorno d'oggi, controllano il contenuto dei programmi prima della trasmissione attraverso il test di Harding, uno standard oggettivo di valutazione del potenziale di rischio di scatenare le convulsioni nella popolazione affetta da epilessia fotosensibile.

### Illuminazione
Tutte le sorgenti luminose alimentate in corrente alternata, in particolare le lampade a fluorescenza, sono caratterizzate da uno sfarfallio della luce dovuto alla variazione continua della corrente elettrica che le attraversa, che tuttavia ha, in genere, frequenza sufficientemente elevata per non essere percepito dall'occhio umano, evitando il verificarsi di problemi. Una lampada difettosa o non alimentata correttamente, tuttavia, può sfarfallare a velocità più basse, distinguibili dalla vista umana, diventando uno stimolo epilettogeno.

## Diagnosi
La diagnosi può essere fatta osservando la correlazione tra l'esposizione a specifici stimoli visivi e l'attività convulsiva. Un'indagine più precisa può essere effettuata combinando un EEG con una stimolazione luminosa intermittente (IPS). L'IPS produce tipi specifici di stimoli che possono essere controllati e regolati con precisione. Il medico sperimentatore regola il dispositivo che produce l'IPS e cerca anomalie caratteristiche nell'EEG, come la risposta fotoparossistica (PPR), che sono coerenti con l'epilessia fotosensibile e/o possono preannunciare l'inizio dell'attività convulsiva. Il test viene ovviamente fermato prima che si verifichi effettivamente un attacco.
A volte gli indicatori diagnostici coerenti con l'epilessia fotosensibile possono essere trovati attraverso test con IPS, eppure possono non verificarsi crisi epilettiche in situazioni reali (falsi positivi). Molte persone mostrano anomalie di tipo apparentemente correlato all'epilessia fotosensibile nell'attività cerebrale con una stimolazione sufficientemente aggressiva anche se non hanno mai avuto convulsioni e non sono considerate affette da epilessia fotosensibile.

## Trattamento e prognosi
Per l'epilessia fotosensibile non è disponibile nessuna cura, sebbene la sensibilità di alcuni pazienti possa diminuire spontaneamente nel tempo. È disponibile invece un trattamento medico per ridurre la sensibilità, che fa uso del valproato di sodio. È lasciato in larga parte ai pazienti imparare a conoscere il proprio disturbo, cercare di evitare situazioni in cui potrebbero essere esposti a stimoli che scatenano in loro le convulsioni e prendere provvedimenti per diminuire la loro sensibilità (ad esempio chiudere gli occhi o coprirne uno) se l'esposizione è inevitabile. Queste azioni insieme possono ridurre o annullare il rischio di convulsioni per molti pazienti con epilessia fotosensibile. In uno studio del 2006 si dimostra l'efficacia di alcune lenti Zeiss per ridurre l'insorgere di questi problemi.

## Epidemiologia
L'epilessia fotosensibile colpisce circa una su 3.000 persone, o il 5% delle persone con epilessia. È più comune nelle donne e nelle persone più giovani.

## Società e cultura

### Leggi sulla tematica
Una legge che richiede che avvisi sull'epilessia fotosensibile vengano visualizzati su prodotti e/o attività commerciali interessate è stata approvata dallo Stato di New York.

### Videogiochi e flipper
Il primo caso di attacchi epilettiformi causati da un videogioco è stato segnalato nel 1981. Da allora, "sono stati segnalati molti casi di convulsioni innescate da videogiochi, non solo in fotosensibili, ma anche in bambini non adolescenti e adolescenti con epilessia... Misure preventive specifiche riguardanti le caratteristiche tecniche delle immagini incluse nei videogiochi disponibili in commercio (velocità del flash, scelta dei colori, motivi e contrasto) può portare in futuro ad una netta diminuzione di questo problema." I rischi possono essere ridotti attraverso misure di sicurezza, ad esempio il mantenimento di una buona distanza dallo schermo (almeno 2 metri).
I computer in generale presentano un rischio molto basso di produrre crisi epilettiche nei pazienti con epilessia fotosensibile (molto inferiore ai televisori), tuttavia i videogiochi con immagini in rapida evoluzione o schemi molto regolari possono produrre attacchi epilettici; i videogiochi hanno avuto maggior risalto come causa scatenante man mano che sono diventati più comuni. Alcune persone senza una precedente storia di epilessia fotosensibile possono soffrire una prima crisi durante l'uso di un videogioco. Spesso la sensibilità è molto specifica, ad esempio le convulsioni potrebbero essere causate solo e soltanto da una scena specifica in un gioco specifico. Nonostante questo, la questione è controversa e ci sono richieste di testare tutti i videogiochi per verificare che non contengano nessuna sequenza in grado anche solo potenzialmente di causare problemi con l'epilessia fotosensibile.

#### Design web
Come con i videogiochi, le immagini che cambiano rapidamente o i pattern molto regolari, come banner pubblicitari lampeggianti o caratteri irregolari, possono scatenare crisi epilettiche in persone con epilessia fotosensibile. Esistono due tipi di linee guida per aiutare i web designer a produrre contenuti sicuri per le persone con epilessia fotosensibile:
- Il World Wide Web Consortium - WCAG (Web Content Accessibility Guidelines) versione 2.0, prodotto nel 2008, specifica che il contenuto non deve lampeggiare più di 3 volte al secondo, frequenza che può essere superata se il lampeggio è al di sotto delle "soglie di lampeggio generali e soglie di lampeggio del colore rosso". Nella pratica, è consentito lampeggiare più di 3 volte in un periodo di 1 secondo se il lampeggio non è particolarmente evidente o se vi è un contrasto abbastanza basso.[7]
- Negli Stati Uniti, i siti Web di competenza delle agenzie federali sono disciplinati dalla sezione 508 del Rehabilitation Act. Secondo la legge, le pagine devono essere progettate in modo da evitare lo sfarfallio dello schermo con una frequenza superiore a 2 Hz e inferiore a 55 Hz.[8]

### Casi noti al grande pubblico
L'evento che portò l'epilessia fotosensibile all'attenzione del grande pubblico venne denominato dai media Pokémon shock ed ebbe luogo il 16 dicembre 1997, quando in Giappone venne trasmesso in televisione l'episodio della serie animata Pokémon intitolato "Dennō senshi Porygon" ("Soldato elettrico Porygon"). Esso conteneva una sequenza di immagini di colore rosso e blu che lampeggiavano per circa 6 secondi ad una frequenza di 12 Hz, che provocò crisi epilettiche e disturbi delle percezioni sensoriali in circa 12.000 spettatori, tra i quali vi erano 685 bambini (molti dei quali si scoprirono poi non essere affetti, in realtà, da PSE) che dovettero essere trasportati in ospedale. Per evitare che un incidente del genere potesse ripetersi, venne imposta la cancellazione dalla serie dell'episodio incriminato e vennero stabilite nuove linee guida relative agli effetti visivi delle serie animate.
A seguito di tale incidente, si scoprì che ne era già avvenuto un altro simile nel marzo 1997, quando quattro bambini vennero portati in ospedale dopo aver visto una scena con colori lampeggianti rossi e bianchi nel 25 °episodio di una serie di anime intitolata YAT Anshin! Uchū Ryokō.
Nel marzo 2008, il gruppo di hacker di Anonymous è stato accusato di essere coinvolto in un attacco a un forum per i malati di epilessia. Gli hacker di Anonymous a loro volta incolparono la Chiesa di Scientology per l'accaduto, dicendo che era stato pianificato per danneggiare l'immagine di Anonymous. Gli attacchi inizialmente consistevano in immagini GIF lampeggianti ad alta velocità nascoste nei thread di discussione con titoli dal suono innocuo. Gli attacchi successivi hanno reindirizzato i browser Web a una pagina con "un'immagine più complessa progettata per innescare attacchi epilettici sia nei soggetti sensibili alla fotosensibilità che in quelli sensibili al pattern". Il sito web sulla tecnologia Wired lo considera "probabilmente il primo attacco informatico volto a infliggere danni fisici alle vittime".
Un segmento animato di un film che promuoveva le Olimpiadi di Londra 2012 è stato accusato di aver innescato convulsioni in persone con epilessia fotosensibile. L'associazione di supporto Epilepsy Action ha ricevuto telefonate da persone che hanno avuto attacchi dopo aver visto il film in televisione e online. In risposta, il Comitato Olimpico di Londra 2012 ha rimosso il segmento offendente dal suo sito web.
Nel dicembre 2016, il giornalista di Newsweek Kurt Eichenwald, che soffre di epilessia fotosensibile, ha avuto una crisi dopo che un uomo che non condivideva le sue idee politiche gli ha inviato intenzionalmente tramite Twitter una GIF stroboscopica. Tre mesi più tardi, il responsabile venne arrestato con l'accusa di cyberstalking.
Il film Gli Incredibili 2, uscito nel giugno 2018, contiene alcune scene caratterizzate da luci lampeggianti ed effetti stroboscopici (una schermata bianca che lampeggia ad alta frequenza per alcuni secondi) che si trovano a circa un'ora dall'inizio del film, quando l'antagonista di nome Ipnotizzaschermi ipnotizza gli altri personaggi. Il film è stato inizialmente pubblicato senza avvertimenti e diverse persone hanno avuto crisi epilettiche nei cinema; in seguito la casa produttrice Disney ha fatto inserire nella pellicola un avviso al riguardo e nel Regno Unito la sequenza incriminata è stata modificata in modo tale da superare il test di Harding.